# كبلر-432b
كوكب كيبلر-432b  (بالإنجليزية: Kepler-432b) كوكب المكتشف حديثا، وتم رصده من خلال المقراب الفضائي «كيبلر» التابع لوكالة ناسا في الفترة ما بين 2009 إلى 2013، ورُشح ليأخذ تصنيفا رسميا ككوكب في عام 2011. وباستخدام تلسكوب مرصد «كالار ألتو» في إسبانيا والتلسكوب NOT في جزر الكناري، تأكد للباحثين الآن أنه في الواقع كوكب هائل الحجم.
فعند تحليل البيانات من كلا التلسكوبين، اكتشف الباحثون أن كيبلر-432b كثيف الكتلة بشكل لا يصدق، وعلى الرغم من أنه في نفس حجم كوكب المشتري، إلا أن كتلته ستة أضعاف كتلة المشترى العملاق، ويتخذ الكوكب مدارا حول نجم أحمر عملاق، يبلغ نصف قطره أربع أضعاف الشمس، وهذا أيضا يعد أمرا غير عاد
وقال الدكتور «ديفيد جاندولفي»، وهو عالم فلك في جامعة هايدلبرغ وباحث مشارك في الاكتشاف، في بيان مكتوب: «غالبية الكواكب المعروفة التي تتحرك حول نجوم عملاقة تكون لها مدارات دائرية كبيرة، إلا أن مدار هذا الكوكب متفرد بين الكواكب الأخرى من هذا النوع». نظرًا للشكل الممدود لمدار هذا الكوكب حول نجمه، فمواسم كيبلر-432b حادة، مع درجات حرارة تتراوح بين 500 درجة مئوية في الشتاء إلى 1000 درجة مئوية في الصيف، والعام على هذا الكوكب يتوافق مع ما يقرب من 52 يما من أيام الأرض، وفقا للباحثين. وهذا الكوكب هو واحد فقط من خمسة كواكب تمت ملاحظتها، وهي تدور حول نجوم حمراء عملاقة في مثل هذه المسافة القريبة، فالنجوم العمالقة الحمراء هي نجوم في مراحل حياتها الأخيرة، ويمكن أن يكبر حجم الواحد منها من 10 إلى 100 مرة قياسا لحجمه الأصلي، وعندما تكبر هذه النجوم تتعرض الكواكب القريبة منها إلى خطر الابتلاع.
وبالرغم من ذلك فقد تمكن كيبلر-432b من البقاء على قيد الحياة بالقرب من نجمه حتى الآن، ومن المحتمل أنه لن يبقى كذلك لفترة طويلة من الزمن.

## روابط خارجية
- Kepler-432b Nasa نسخة محفوظة 14 فبراير 2015 على موقع واي باك مشين.
- Астрономи виявили «Суперюпітер»
- Astronomers close in on planets that could be masters of survival